# Buchensee
Der Buchensee, manchmal auch Güttinger See genannt, ist ein See auf dem Gebiet der Gemeinde Radolfzell am Bodensee im Landkreis Konstanz in Baden-Württemberg. Er befindet sich südwestlich des Ortsteils Güttingen, ist rund drei Hektar groß und bis zu zwölf Meter tief.
Der Buchensee liegt vier Kilometer nordöstlich von Radolfzell und ist gut mit dem Fahrrad und mit dem Auto erreichbar. 
Der See hat seinen Namen wegen seines Aussehen erhalten, da er die Form einer Buche hat. 
Der Buchensee wird auch zum Baden genutzt, und seit etlichen Jahren gibt es einen Kiosk samt Restauration, genauso eine Badeaufsicht, wenn das Kiosk geöffnet ist. Dann müssen auch für einen Parkplatz Parkgebühren bezahlt werden.